# Mar Cantàbrica
La mar Cantàbrica, també anomenada mar Cantàbric, és una mar litoral de l'oceà Atlàntic que banya la costa nord de la península Ibèrica i la costa sud-oest de França. Tradicionalment comprèn des de la punta d'Estaca de Bares (Galícia) fins a la desembocadura del riu Adur (País Basc/Landes). La part que banya les costes del País Basc és més coneguda com a golf de Biscaia o golf de Gascunya. Va ser batejada per l'antiga Roma en el segle i aC com a Sinus Cantabrorum (o "oceà dels càntabres").

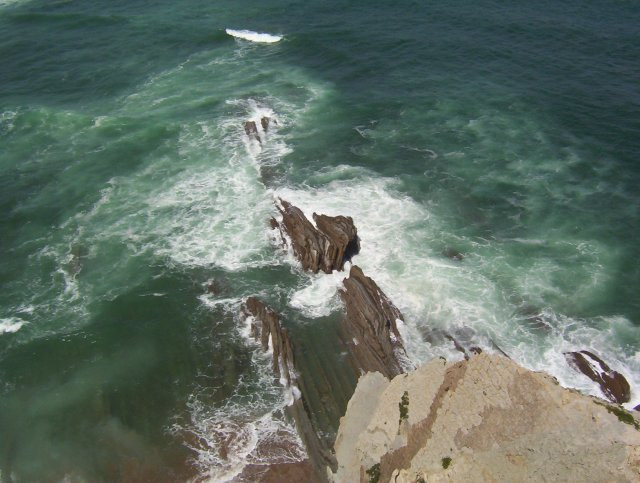
Penya-segat a Sopela, al País Basc

Constitueix una mar de transició entre les mars fredes del nord i les temperades del tròpic, cosa que fa que sigui un ecotò d'espècies vegetals i animals d'aigües fredes.
Els forts vents del nord-oest que bufen sobre aquesta mar tenen l'origen en les baixes pressions centrades sobre les illes Britàniques i la mar del Nord, en combinació amb l'anticicló de les Açores. La distància recorreguda pel vent i el manteniment de la seva direcció i velocitat constants fa que es generin ones que oscil·len entre 2,5 i 3 metres d'alçària, la qual cosa origina un mar molt agitat. En condicions molt particulars, més propícies durant els mesos d'abril-maig i setembre-octubre, els vents de l'oest poden assolir magnituds de galerna, amb ones que arriben a superar els 9 metres.
A mesura que ens aproximem a la costa francesa, les aigües van sent més càlides. Posseeix una salinitat mitjana del 35%, encara que aquesta dada varia molt en funció del règim de pluges imperant a la zona. Té una significativa amplitud de marea i és travessada pel corrent del Golf.